# Ачи Катена
Ачи Катена (итал. Aci Catena) је насеље у Италији у округу Катанија, региону Сицилија.
Према процени из 2011. у насељу је живело 24663 становника. Насеље се налази на надморској висини од 177 м.

## Становништво
Према резултатима пописа становништва 2011. у општини је живело 28.749 становника.
| 1931. | 1936. | 1951. | 1961. | 1971. | 1981.  | 1991.  | 2001.  | 2011.  |
| ----- | ----- | ----- | ----- | ----- | ------ | ------ | ------ | ------ |
| 7.804 | 8.088 | 8.233 | 8.771 | 9.793 | 12.950 | 20.760 | 27.058 | 28.749 |

## Партнерски градови
- Сеута